# 凡爾賽拜金女
是一部描述法国王后瑪麗·安托瓦內特生平的2006年電影，由蘇菲亞·柯波拉執導。電影大致以安东尼娅·弗雷泽所寫的歷史傳記《Marie Antoinette: The Journey》為藍本，並且以「凡爾賽的殞落」（the fall of Versailles）作為結尾。
這是繼1938年奧斯卡提名的好莱坞電影之後，首部以英語發音的玛丽·安托瓦内特王后傳記電影。

## 劇情概要
瑪麗·安托瓦內特（Marie Antoinette，克絲汀·鄧斯特飾演）是天真、年輕的奥地利公主，嫁給法國凡爾賽宮的路易十六(傑森·薛茲曼飾演）。

## 登場角色
- 克絲汀·鄧斯特 飾 瑪麗·安托瓦內特
- 史提夫·庫甘 飾 弗洛里蒙·德·梅西-阿让托（法语：Florimond de Mercy-Argenteau）
- 茱蒂·戴維斯 飾 諾瓦耶伯爵夫人（英语：Anne d'Arpajon）
- 傑森·薛茲曼 飾 路易十六
- 雷普·湯恩 飾 路易十五
- 蘿絲·拜恩 飾 波利納克公爵夫人
- 艾莎·阿基多 飾 杜巴利伯爵夫人
- 莫莉·香农（英语：Molly Shannon） 飾 法蘭西的薇朵兒
- 雪莉·亨德森（英语：Shirley Henderson） 飾 法蘭西的蘇菲
- 丹尼·休斯頓 飾 約瑟夫二世
- 瑪莉安·菲絲佛 飾 瑪麗亞·特蕾西亞
- 瑪麗·奈伊（英语：Mary Nighy） 飾 朗巴勒親王妃
- 塞巴斯蒂安·阿梅斯托 飾 路易十八
- 克莱芒蒂娜·普瓦达（Clémentine Poidatz） 飾 薩伏依的瑪麗-約瑟芬，路易十八的夫人
- 傑米·道南 飾 汉斯·阿克塞尔·冯·费尔森
- 奧蘿爾·克來蒙 飾 沙特爾公爵夫人
- 紀優姆·加里安尼 飾 韋爾熱納伯爵
- 阿尔·韦弗（英语：Al Weaver） 飾 查理十世
- 让-克里斯托夫·布韦（英语：Jean-Christophe Bouvet） 飾 舒瓦瑟爾公爵
- 馬蒂厄·阿瑪里克 飾 一個在化妝舞會跳舞的人
- 湯姆·哈迪 飾 Raumont

## 音乐
虽然影片本身是以18世纪法国为背景，但大部分原声带由20世纪80年代的新浪潮和后朋克艺术家组成，如Siouxsie and the Banshees、New Order、The Cure和Bow Wow Wow。原声带还包含几个时期的巴洛克作品，包括安东尼奥·维瓦尔第、让-菲利·拉莫和多梅尼科·斯卡拉蒂的作品。
限量黑胶版的专辑艺术由Elizabeth Peyton创作。Roger Neill担任该片的历史音乐顾问。